# Governatore della Giamaica
Di seguito l'elenco dei Governatori della Giamaica dalla sua occupazione spagnola nel 1509 fino all'indipendenza dal Regno Unito nel 1962.

## Colonizzazione spagnola (1510–1660)

### Vicereame colombiano
- Juan de Esquivel, 1510–1514
- Francisco de Garay, 1514–1523
- Pedro de Mazuelo, 1523–1526
- Juan de Mendegurren, 1526–?
- Gonzalo de Guzman, ?–1532
- Manuel de Rojas, 1532–?, primo mandato
- Gil González Dávila, 1533?–1534?

### Vicereame della Nuova Spagna
- Manuel de Rojas, 1536–?, secondo mandato
- Pedro Cano, 1539?, primo mandato
- Francisco de Pina, 1544?
- Juan González de Hinojosa, 1556?
- Pedro Cano, 1558?, secondo mandato
- Blas de Melo, 1565?
- Juan de Gaudiel, 1567?–1572?
- Hernán Manrique de Rojas, 1575?
- Iñigo Fuentes, ?–1577
- Rodrigo Núñez de la Peña, 1577–1578
- Lucas del Valle Alvarado, 1578–1583?, primo mandato
- Diego Fernández de Mercado, 1586?
- Lucas del Valle Alvarado, 1591?, secondo mandato
- García del Valle, 1596?
- Fernando Melgarejo Córdoba, 1596–1606
- Alonso de Miranda, 1607–1611
- Pedro Espejo Barranco, 1611–1614
- Andrés González de Vera, 1614–?
- Sebastián Lorenzo Romano, 1620?
- Francisco Terril, 1625–1632
- Juan Martínez Arana, 1632–1637
- Gabriel Peñalver Angulo, 1637–1639
- Jacinto Sedeño Albornoz, 1639–1640, primo mandato
- Francisco Ladrón de Zegama, 1640–1643
- Alcades, 1643–1645
- Sebastián Fernández de Gamboa, 1645–1646
- Pedro Caballero, 1646–1650
- Jacinto Sedeño Albornoz, 1650, secondo mandato
- Francisco de Proenza, 1650–1651, primo mandato
- Juan Ramírez de Arellano, 1561–1655
- Francisco de Proenza, 1655–1656, secondo mandato
- Cristóbal Arnaldo Isasi, 1656–1660

## Comandanti inglesi della Giamaica (1655–61)
Nel 1655 la spedizione Western Design inviata da Oliver Cromwell e guidata dall'ammiraglio William Penn e dal generale Robert Venables conquistò l'isola dando inizio al periodo di sovranità britannica.
- Admiral Sir William Penn 11 maggio 1655 – 1655
- General Robert Venables, 1655
- Edward D'Oyley, 1655–1656, primo mandato
- William Brayne, 1656–1657
- Edward D'Oyley, 1657–1661, secondo mandato

## Governatori inglesi della Giamaica (1661–62)
Nel 1661 l'Inghilterra cominciò la colonizzazione dell'isola.
- Edward D'Oyley, 1661–agosto 1662, prosegue
- Thomas, Lord Windsor, agosto 1662–novembre 1662

## Vice Governatori della Giamaica (1662–71)
- Sir Charles Lyttleton, 1662–1663, pro tempore
- Thomas Lynch, 1663–1664, pro tempore, primo mandato
- Edward Morgan, 1664
- Sir Thomas Modyford, 1664–agosto 1671

## Tenenti governatori della Giamaica (1671–90)
Nel 1670, il Trattato di Madrid legittimò le rivendicazioni britanniche sulla Giamaica.
- Sir Thomas Lynch, agosto 1671–novembre 1674, secondo mandato
- Sir Henry Morgan, 1674–1675, pro tempore, primo mandato
- John Vaughan, 1675–1678
- Sir Henry Morgan, 1678, pro tempore, secondo mandato
- The Earl of Carlisle, 1678–1680
- Sir Henry Morgan, 1680–1682, pro tempore, terzo time
- Sir Thomas Lynch, 1682–1684, terzo mandato
- Sir Hender Molesworth, 1684–dicembre 1687, pro tempore
- Il duca di Albermarle, 1687–1688
- Sir Hender Molesworth, 1688–1689, pro tempore
- Francis Watson, 1689–1690, pro tempore

## Governatori della Giamaica (1690–1962)
- The Earl of Inchiquin, 1690–1691
- John White, 1691–1692, pro tempore
- John Burden, 1692–1693, pro tempore
- Sir William Beeston, marzo 1693–gennaio 1702, pro tempore to 1699
- William Selwyn, gennaio-aprile 1702 (deceduto in carica)
- Peter Beckford, 1702, pro tempore
- Thomas Handasyde, 1702–1711, pro tempore to 1704
- Lord Archibald Hamilton, 1711–1716
- Peter Heywood, 1716–1718
- Sir Nicholas Lawes, 1718–1722
- Il duca di Portland, 1722–4 luglio 1726
- John Ayscough, 1726–1728, pro tempore, primo mandato
- Robert Hunter, 1728–marzo 1734
- John Ayscough, 1734–1735, pro tempore, secondo mandato
- John Gregory, 1735, pro tempore, primo mandato
- Henry Cunningham, 1735–1736
- John Gregory, 1736–1738, pro tempore, secondo mandato
- Edward Trelawny, 1738–1752
- Charles Knowles, 1752–gennaio 1756
- Sir Henry Moore, febbraio 1756–aprile 1756, pro tempore, primo mandato
- George Haldane, aprile 1756–novembre 1759
- Sir Henry Moore, novembre 1759 – 1762, pro tempore, secondo mandato
- Sir William Lyttleton, 1762–1766
- Roger Hope Elletson, 1766–1767
- Sir William Trelawny, 1767–dicembre 1772
- John Dalling, dicembre 1772 – 1774, pro tempore, primo mandato
- Sir Basil Keith, 1774–1777
- John Dalling, 1777–1781, secondo mandato
- Archibald Campbell, 1781–1784, pro tempore to 1783
- Alured Clarke, 1784–1790
- The Earl of Effingham, 1790–19 novembre 1791
- Sir Adam Williamson, 1791–1795, pro tempore
- The Earl of Balcarres, 1795–1801
- Sir George Nugent, 1801–1805
- Sir Eyre Coote, 1806–1808
- Il duca di Manchester, 1808–1821
- Sir John Keane, 1827–1829, pro tempore
- The Earl Belmore, 1829–1832
- George Cuthbert, 1832, pro tempore, primo mandato
- Il conte di Mulgrave, 1832–1834
- Sir Amos Norcott, 1834, pro tempore
- George Cuthbert, 1834, pro tempore, secondo mandato
- The Marquess of Sligo, 1834–1836
- Sir Lionel Smith, 1836–1839
- Sir Charles Theophilus Metcalfe, 1839–1842
- Il conte di Elgin, 1842–1846
- George Henry Frederick Berkeley, 1846–1847, pro tempore
- Sir Charles Edward Grey, 1847–1853
- Sir Henry Barkly, 1853–1856
- Edward Wells Bell, 1856–1857, pro tempore
- Charles Henry Darling, 1857–1862
- Edward John Eyre, 1862–1865, pro tempore to 1864
- Sir Henry Knight Storks, 12 dicembre 1865 – 16 luglio 1866
- Sir John Peter Grant, 1866–1874
- W. A. G. Young, 1874, pro tempore
- Sir William Grey, 1874–gennaio 1877
- Edward Everard Rushworth Mann, gennaio 1877, pro tempore
- Sir Anthony Musgrave, gennaio 1877 – 1883
- Somerset M. Wiseman Clarke, 1883, pro tempore
- Dominic Jacotin Gamble, 1883, pro tempore
- Sir Henry Wylie Norman, 1883–1889
- William Clive Justice, 1889, pro tempore
- Sir Henry Arthur Blake, 1889–1898
- Henry Jardine Hallowes, 1898, pro tempore
- Sir agostous William Lawson Hemming, 1898–1904
- Sydney Haldane Olivier, 1904, pro tempore, primo mandato
- Hugh Clarence Bourne, 1904, pro tempore, primo mandato
- Sir James Alexander Swettenham, 30 settembre 1904 – 1907
- Hugh Clarence Bourne, 1907, pro tempore, secondo mandato
- Sydney Haldane Olivier, 16 maggio 1907–gennaio 1913, pro tempore
- Philip Clark Cork, gennaio 1913–7 marzo 1913, pro tempore
- Sir William Henry Manning, 7 marzo 1913 – 11 maggio 1918
- Robert Johnstone, 11 maggio 1918 – 11 giugno 1918, pro tempore
- Sir Leslie Probyn, 11 giugno 1918 – 1924
- Herbert Bryan, 1924, pro tempore, primo mandato
- Sir Samuel Herbert Wilson, 29 settembre 1924–giugno 1925
- Sir Herbert Bryan, 1925, pro tempore, secondo mandato
- Sir Arthur Jeff, ottobre 1925–26 aprile 1926, pro tempore, primo mandato
- Sir Reginald Edward Stubbs, 26 aprile 1926 – 9 novembre 1932
- Sir Arthur Jeff, 9 novembre 1932 – 21 novembre 1932, pro tempore, secondo mandato
- Sir Alexander Ransford Slater, 21 novembre 1932–aprile 1934
- A. S. Jeef, aprile 1934–24 ottobre 1934, pro tempore, third time
- Sir Edward Brandis Denham, 24 ottobre 1934 – 2 giugno 1938
- Charles Campbell Woolley, 2 giugno 1938 – 19 agosto 1938, pro tempore
- Sir Arthur Frederick Richards, 19 agosto 1938–luglio 1943
- William Henry Flinn, luglio 1943–29 settembre 1943, pro tempore
- Sir John Huggins, 29 settembre 1943 – 7 aprile 1951
- Sir Hugh Mackintosh Foot, 7 aprile 1951 – 18 novembre 1957
- Sir Kenneth Blackburne, 18 dicembre 1957 – 6 agosto 1962

Nel 1962 la Giamaica ottenne l'indipendenza dal Regno Unito. Dall'indipendenza il rappresentante della corona in Giamaica è il Governatore generale della Giamaica.